# Virginio Valsecchi
Virginio Valsecchi, né en 1681 à Brescia et mort à Florence le 5 août 1739, est un savant bénédictin italien.

## Biographie
Né en 1681 à Brescia, Valsecchi entre jeune dans la congrégation du Mont-Cassin à Florence, où il enseigne la philosophie, les sciences sacrées et le droit canonique. Ses amis de Venise, notamment Apostolo Zeno, ne parviennent pas à lui faire attribuer une chaire à l’université de Padoue, qui est donnée à l’augustinien Giacinto Tonti. Le duc de Toscane Cosme III de Médicis lui confère, en 1741, une chaire d’Écriture sainte et d’histoire ecclésiastique à l’université de Pise. Il est ensuite élu abbé de son monastère à Florence, et il y meurt le 5 août 1739.

## Œuvres
Ses ouvrages sont :
- De M. Aurelii Antonini Elagabali tribunitia potestate V dissertatio historico-chronologica, Florence, 1744. Les opinions des écrivains sur la durée du règne de l’empereur Eliogabalo ne s’accordent guère. De là les ténèbres qui enveloppent des points importants de l’histoire chrétienne au 3e siècle. Valsecchi, s’essayant à les dissiper, suivit Dion Cassius, guide à la vérité trop peu sûr au milieu de cette obscurité. Vignoli et Del Torre publièrent des écrits dans lesquels ils combattirent quelques-unes de ses assertions. Encouragé par Bianchini, Valsecchi répondit à ces objections par Ia dissertation suivante : De initio imperii Severi Alexandri Augusti dissertatio, Florence, 1748. Dans cette dissertation, l’auteur, après avoir répondu aux objections qu’on lui avait faites, tâche d’établir par de nouveaux arguments sa première thèse.
- Giovanni Gersen, abate dell’ordine di S. Benedetto, sostenuto autore de’ libri dell’Imitazione di Gesù Cristo, contra il sentimento dell’autore della Dissertazione premessa alla nuova italiana traduzione de’ medesimi libri pubblicata in Lucca l’anno 1723, dissertazione, Florence, 1724. Dans la question de savoir quel est l’auteur de l’Imitation de Jésus-Christ, Valsecchi se rangea du côté de ceux qui soutiennent que c’est Giovanni Gersen ; et il eut le mérite de faire connaître un manuscrit de cet ouvrage que l’on conservait dans la bibliothèque des bénédictins de Florence, si toutefois ce n’est pas le même qui avait déjà été publié par Montfaucon. Gence, fondé sur l’identité du titre et d’une clause, paraît en douter, quoique la date des deux manuscrits soit différente. Valsecchi fit une autre remarque échappée à ses devanciers : elle consiste à avoir entrevu le nom de Gersen effacé dans un autre manuscrit[1].
- Epistola de veteribus Pisanæ civitatis constitutis, etc., ad D. Guidonem Grandi, etc., Florence 1727. Christian Gottfried Hoffmann inséra cette épître dans le troisième volume de l’Historia juris Romano-Justinianei, Leipzig, 1726. Valsecchi y soutient que le code célèbre des Pandectes avait été porté directement de Constantinople à Pise. C’est aussi l’opinion du P. Grandi, à qui Valsecchi adressa son épître. L’opinion plus généralement reçue était que les pisans l’avaient trouvé lors du sac d’Amalfi, en 1135, et que l’empereur Clotaire le leur avait donné. Tanucci défendit cette opinion et il s’ensuivit une querelle opiniâtre entre celui-ci et Grandi.
- Compendio della vita della beata Catterina de’ Ricci, Florence, 1733, in-4° ; Rome, 1746, in-8° ; Florence, 1746 ;
- Dell’indulgenze, etc., Florence, 1734. Valsecchi laissa quelques autres ouvrages inédits.